# Нойман Самуель
Нойман Самуель (1921-15.02.1948) — лікар-єврей, власник приватної лікарні у м. Стрию Львівської області. Під час Другої світової війни, за допомогою ОУН (б), переховувався від німецьких переслідувань під прізвищем «Максимович». У вересні 1943 р. переведений у ГВШ УПА-«Захід», виконував функції лікаря при штабі та провадив вишкільну діяльність у старшинській школі. Загинув у Чорному лісі в липні 1945 року під час бою проти загону НКВД.